# Eupoa jingwei
Eupoa jingwei là một loài nhện trong họ Salticidae.
Loài này thuộc chi Eupoa. Eupoa jingwei được Maddison & Zhang miêu tả năm 2007.